# Krnsko
Krnsko település Csehországban, a Mladá Boleslav-i járásban. Krnsko Mladá Boleslav, Strenice, Vinec, Jizerní Vtelno, Rokytovec és Písková Lhota településekkel határos. Lakosainak száma 589 fő (2024. január 1.).

## Népesség
A település lakosságának változását az alábbi diagram mutatja:
| Lakosok száma | 628  | 616  | 794  | 690  | 537  | 521  | 569  | 571  | 560  | 589  |
|               | 1869 | 1890 | 1921 | 1950 | 1980 | 2001 | 2017 | 2019 | 2022 | 2024 |